# Arquidiócesis de Luxemburgo
La arquidiócesis de Luxemburgo (en latín: Archidioecesis Luxemburgen(sis), en alemán: Erzbistum Luxemburg y en francés: Archidiocèse de Luxembourg) es una circunscripción eclesiástica latina de la Iglesia católica en Luxemburgo, sede inmediatamente sujeta a la Santa Sede. La arquidiócesis tiene al arzobispo cardenal Jean-Claude Hollerich, S.I. como su ordinario desde el 12 de julio de 2011. 

## Territorio y organización

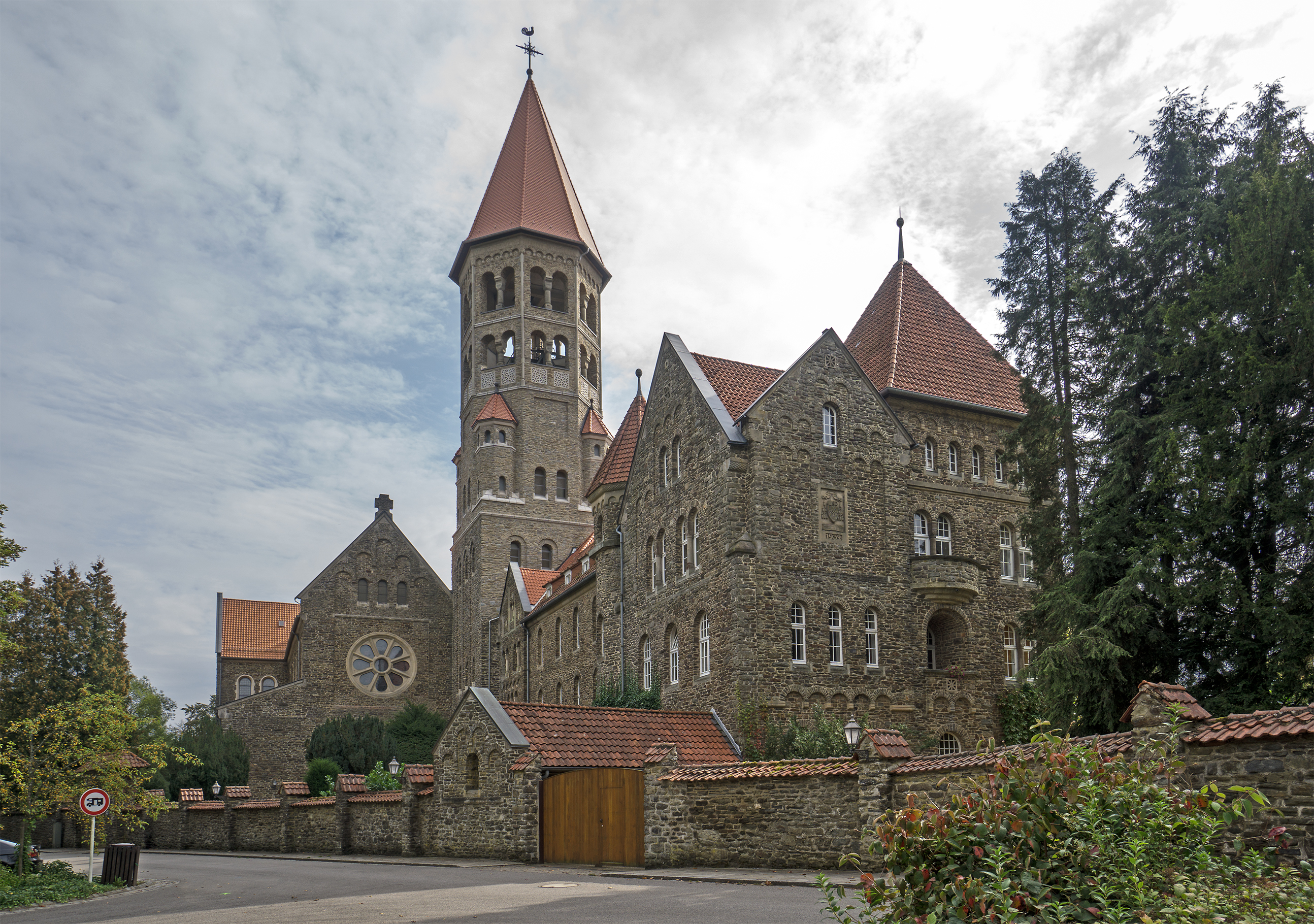
El complejo de la abadía de los Santos Mauricio y Mauro de Clervaux, edificada entre 1909 y 1910

La arquidiócesis tiene 2586 km² y extiende su jurisdicción sobre los fieles católicos de rito latino residentes en Luxemburgo. 
La sede de la arquidiócesis se encuentra en la ciudad de Luxemburgo, en donde se halla la Catedral de Nuestra Señora. En el territorio si encuentran la ex abadía nullius de los Santos Mauricio y Mauro en Clervaux, y la abadía de Echternach, cuya iglesia tiene el rango de basílica menor.
En 2019 en la arquidiócesis existían 275 parroquias.

## Historia
Hasta la Revolución francesa, desde el punto de vista eclesiástico, el territorio del Gran Ducado de Luxemburgo formaba parte de la diócesis de Lieja al norte y de la arquidiócesis de Tréveris al sur. Con la bula Qui Christi Domini del 29 de noviembre de 1801, con la que el papa Pío VII reorganizó las circunscripciones eclesiásticas católicas de la Primera República francesa, el territorio de Luxemburgo pasó a formar parte de la diócesis de Metz. En 1823, gran parte de su territorio se anexó al de la diócesis de Namur.
Con la consecución de la independencia del Estado, la Iglesia de Luxemburgo fue también autónoma de las Iglesias belga y alemana y el 2 de junio de 1840 se erigió el vicariato apostólico de Luxemburgo como resultado del breve Ubi universalis Ecclesiae del papa Gregorio XVI separando territorio de las diócesis de Lieja y de Namur.
El 27 de septiembre de 1870 el vicariato apostólico fue elevado a diócesis con el breve In hac Beati Petri del Papa Pío IX.
El 4 de agosto de 1937 cedió una parte de territorio para la erección de la abadía territorial de los Santos Mauricio y Mauro de Clervaux mediante la bula Intra Luxemburgensis, que sin embargo fue suprimida en 1946 y su territorio reintegrado al de la diócesis de Luxemburgo.
La diócesis fue elevada al rango de arquidiócesis el 23 de abril de 1988 con la bula Sicut homines del papa Juan Pablo II.

## Estadísticas
De acuerdo al Anuario Pontificio 2020 la arquidiócesis tenía a fines de 2019 un total de 439 280 fieles bautizados.
| Año                                                                             | Población            | Población | Población      | Sacerdotes | Sacerdotes    | Sacerdotes    | Bautizados por sacerdote | Diáconos permanentes | Religiosos | Religiosos | Parroquias |
| Año                                                                             | Bautizados católicos | Total     | % de católicos | Total      | Clero secular | Clero regular | Bautizados por sacerdote | Diáconos permanentes | Varones    | Mujeres    | Parroquias |
| ------------------------------------------------------------------------------- | -------------------- | --------- | -------------- | ---------- | ------------- | ------------- | ------------------------ | -------------------- | ---------- | ---------- | ---------- |
| 1950                                                                            | 289 500              | 291 000   | 99.5           | 601        | 501           | 100           | 481                      |                      | 220        | 1800       | 267        |
| 1969                                                                            | 315 475              | 335 113   | 94.1           | 524        | 437           | 87            | 602                      |                      | 135        | 1708       | 240        |
| 1980                                                                            | 344 100              | 362 211   | 95.0           | 457        | 359           | 98            | 752                      |                      | 132        | 1251       | 274        |
| 1990                                                                            | 356 155              | 374 900   | 95.0           | 352        | 269           | 83            | 1011                     | 2                    | 109        | 964        | 274        |
| 1999                                                                            | 372 800              | 423 700   | 88.0           | 286        | 205           | 81            | 1303                     | 7                    | 99         | 706        | 275        |
| 2000                                                                            | 377 700              | 429 200   | 88.0           | 283        | 206           | 77            | 1334                     |                      | 92         | 686        | 275        |
| 2001                                                                            | 378 000              | 435 700   | 86.8           | 279        | 207           | 72            | 1354                     | 7                    | 85         | 650        | 275        |
| 2002                                                                            | 380 000              | 441 300   | 86.1           | 268        | 196           | 72            | 1417                     | 7                    | 85         | 619        | 275        |
| 2003                                                                            | 382 000              | 441 300   | 86.6           | 255        | 187           | 68            | 1498                     | 7                    | 81         | 595        | 275        |
| 2004                                                                            | 388 000              | 448 300   | 86.5           | 248        | 180           | 68            | 1564                     | 7                    | 80         | 566        | 275        |
| 2013                                                                            | 411 000              | 537 000   | 76.5           | 205        | 148           | 57            | 2004                     | 6                    | 68         | 371        | 275        |
| 2016                                                                            | 425 000              | 576 000   | 73.8           | 186        | 133           | 53            | 2284                     | 8                    | 67         | 343        | 275        |
| 2019                                                                            | 439 280              | 602 005   | 73.0           | 178        | 123           | 55            | 2467                     | 15                   | 70         | 297        | 275        |
| Fuente: Catholic-Hierarchy, que a su vez toma los datos del Anuario Pontificio. |                      |           |                |            |               |               |                          |                      |            |            |            |

## Episcopologio
- Johann Theodor van der Noot † (25 de diciembre de 1833-8 de noviembre de 1841 renunció)[7]
- Jean-Théodore Laurent † (1 de diciembre de 1841-10 de julio de 1856 renunció)
- Nicolas Adames † (27 de marzo de 1863[8] -27 de octubre de 1883 renunció[9])
- Johannes Joseph Koppes † (28 de septiembre de 1883-29 de noviembre de 1918 falleció)
- Pierre Nommesch † (8 de marzo de 1920-9 de octubre de 1935 falleció)
- Joseph Laurent Philippe, S.C.I. † (9 de septiembre de 1935 por sucesión-21 de octubre de 1956 falleció)
- Léon Lommel † (21 de octubre de 1956 por sucesión-13 de febrero de 1971 retirado)
- Jean Hengen † (13 de febrero de 1971 por sucesión-21 de diciembre de 1990 retirado)
- Fernand Franck (21 de diciembre de 1990-12 de julio de 2011 retirado)
- Jean-Claude Hollerich, S.I., desde el 12 de julio de 2011